# Ducati 1100 Monster
La 1100 Monster est un modèle de motocyclette du constructeur italien Ducati.
Apparue lors du salon de la moto de Cologne en octobre 2008, la 1100 Monster reprend les canons esthétiques de la 696 Monster.
Le moteur est identique à celui qui équipe la 1100 Multistrada. Il développe ici 95 chevaux à 7 500 tr/min, pour un couple de 10,5 mkg à 6 000 tr/min.
Ce moteur est alimenté par une injection électronique Siemens de 45 mm de diamètre et permet à la machine de satisfaire aux normes anti-pollution Euro 3.
Le cadre reste un treillis tubulaire, mais la partie arrière est en aluminium moulé.
La fourche télescopique inversée Showa fait 43 mm de diamètre. Le monoamortisseur Sachs est réglable en précharge, et détente.
Le freinage est confié à Brembo. Les étriers radiaux à quatre pistons mordent des disques flottants de 320 mm à l'avant. L'arrière se contente d'un disque de 245 mm et d'un étrier double pistons à montage classique.
Le réservoir gagne deux entrées d'air sur l'avant. Il est parcouru par un cache de plastique noir sur le dessus, du té de fourche à la selle. Ces éléments sont facilement démontables et remplaçables par des modèles de couleur différente, disponibles dans le catalogue d'accessoires de la marque.
Sort en même temps une version 1100 Monster S, équipée de suspensions Öhlins. Elle propose également un petit saute-vent et plusieurs pièces en fibre de carbone (le garde-boue avant, les protections de silencieux et les cache-courroie), des jantes plus haut de gamme en aluminium forgé, et des frets de disque de frein avant en aluminium. Le poids baisse de 1 kg.
Présentée lors du salon de Milan 2010, la remplaçante se nomme 1100 Monster Evo. La fourche de diamètre inchangé est piochée dans le catalogue Marzocchi.  Les jantes à cinq branches sont remplacées par des modèles à dix branches. Le taux de compression est augmenté et permet à la puissance de grimper à 100 ch à 7 500 tr/min. L'embrayage à sec est modifié pour un élément en bain d'huile. Les deux silencieux en aluminium sont conservés, mais adopte un système 2 en 1 en 2.
En mars 2012, Ducati propose la série limitée Diesel, du nom de la marque de vêtement. Ce modèle se pare d'un robe kaki mat appelé Diesel Brave Green. Les étriers de frein avant sont jaunes. La selle est spécifique. Le capot de selle passager reçoit une plaque numérotée et un message personnalisé. L'entourage du compteur et les silencieux d'échappement ont un design s'inspirant d'une cartouchière.

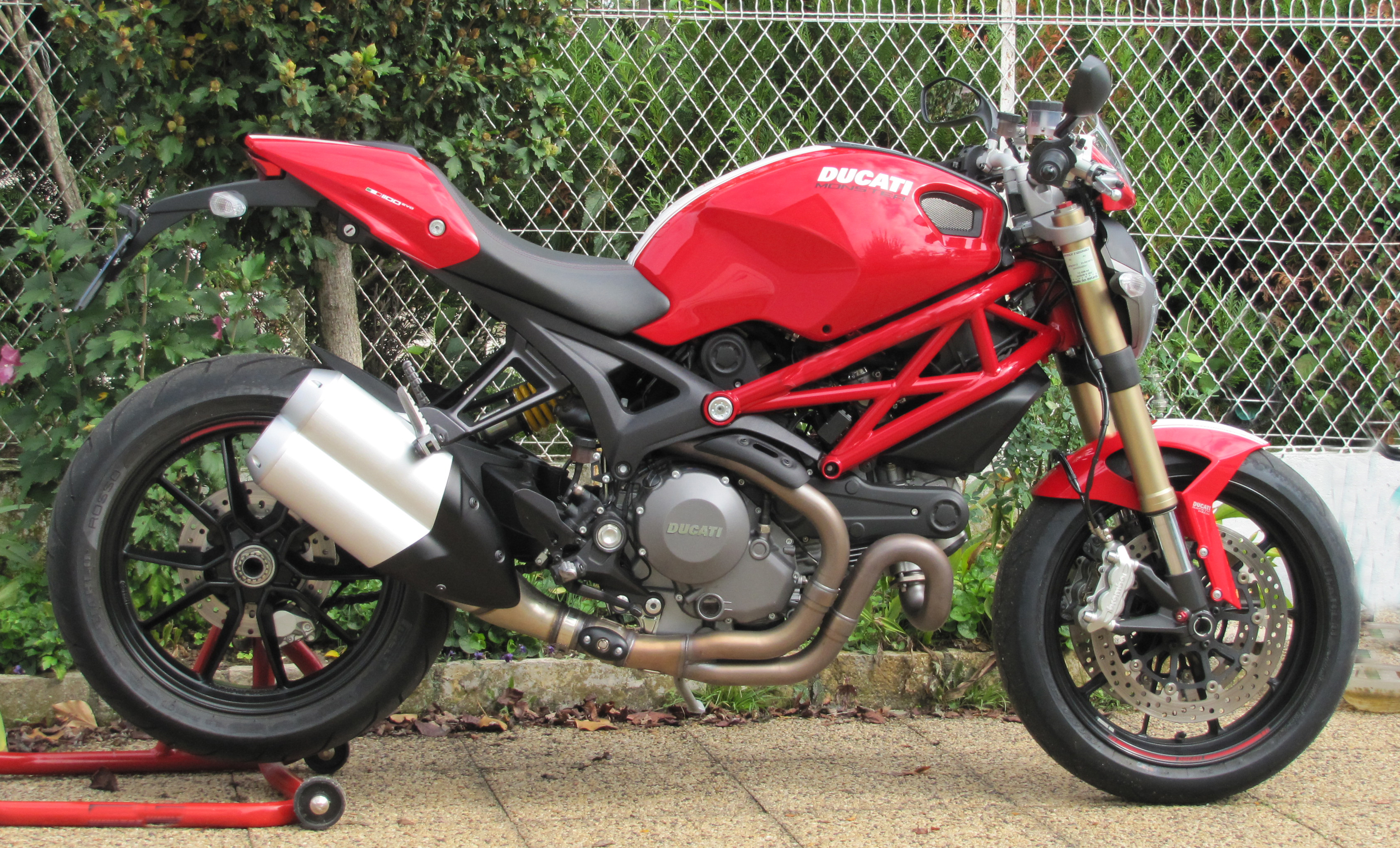
la Ducati Monster 1100^{EVO}.

Pour célébrer les 20 ans de la sortie de la 900 Mostro, Ducati met en vente une version spéciale 20th Anniversary, disponible en 696 ou 796, peint du rouge Ducati de l'époque, d'un cadre couleur bronze, d'un entourage de phare chromé, du logo de l'époque sur le réservoir, de rétroviseurs ronds.